# Coupe d'Asie des vainqueurs de coupe de football 1997-1998
Navigation
Édition précédente Édition suivante
La Coupe d'Asie des vainqueurs de coupe 1997-1998 est la huitième édition de la Coupe d'Asie des vainqueurs de coupe de football, compétition organisée par l'AFC. Elle oppose les vainqueurs des Coupes nationales des pays asiatiques lors de rencontres disputées en matchs aller-retour, à élimination directe.
Cette saison voit le sacre du club saoudien d'Al Nasr Riyad qui bat les Sud-Coréens de Suwon Samsung Bluewings lors de la finale disputée à Riyad, en Arabie saoudite. C'est la première Coupe des Coupes pour le club et le troisième trophée pour le football saoudien. Le tenant du titre, Al-Hilal FC, ne défend pas son titre car il est engagé en Coupe d'Asie des clubs champions après avoir remporté le championnat saoudien.

## Résultats

### Premier tour

#### Asie de l'Ouest
| Équipe 1            | Résultat | Équipe 2            | Aller | Retour |
| ------------------- | -------- | ------------------- | ----- | ------ |
| FC Kairat Almaty    | 4 - 2    | Vakhsh Qurghonteppa | 3 - 0 | 1 - 2  |
| Köpetdag Achgabat   | 6 - 3    | Neftchi Ferghana    | 4 - 0 | 2 - 3  |
| Al Shabab Dubaï     | 4 - 3    | Al Ahly Hudaydah    | 2 - 0 | 2 - 3  |
| Nejmeh SC           | 0 - 3    | Al Ittihad Doha     | 0 - 0 | 0 - 3  |
| Bahrain Club        | 4 - 5    | Kazma Sporting Club | 2 - 2 | 2 - 3  |
| Al-Seeb Sports Club | 3 - 4    | Al Shorta Bagdad    | 3 - 2 | 0 - 2  |

- Le club d'AiK Bichkek (Kirghizistan) déclare forfait avant le tirage au sort.

#### Asie de l'Est
| Équipe 1                | Résultat | Équipe 2                  | Aller | Retour |
| ----------------------- | -------- | ------------------------- | ----- | ------ |
| East Bengal Club        | 11 - 0   | Tribhuvan Club            | 8 - 0 | 3 - 0  |
| Old Benedictines        | 0 - 8    | Abahani KC                | 0 - 5 | 0 - 3  |
| New Radiant             | 0 - 12   | Beijing Guoan             | 0 - 4 | 0 - 8  |
| Instant-Dict FC         | 3 - 6    | Singapore Armed Forces FC | 2 - 3 | 1 - 3  |
| Suwon Samsung Bluewings | 9 - 1    | Hai Quan                  | 5 - 1 | 4 - 0  |
| Royal Thai Air Force FC | 2 - 1    | Melaka Telekom            | 0 - 0 | 2 - 1  |

### Huitièmes de finale

#### Asie de l'Ouest
| Équipe 1                | Résultat | Équipe 2            | Aller | Retour |
| ----------------------- | -------- | ------------------- | ----- | ------ |
| FC Kairat Almaty        | 3 - 3e   | Köpetdag Achgabat   | 3 - 1 | 0 - 2  |
| forfait Al Shabab Dubaï | -        | Al Nasr Riyad       | -     | -      |
| Bargh Chiraz            | 2 - 3    | Al Shorta Bagdad    | 1 - 1 | 1 - 2  |
| Al Ittihad Doha         | 1 - 0    | Kazma Sporting Club | 1 - 0 | 0 - 0  |

#### Asie de l'Est
| Équipe 1                  | Résultat | Équipe 2                | Aller | Retour |
| ------------------------- | -------- | ----------------------- | ----- | ------ |
| Royal Thai Air Force FC   | 1 - 2    | PSM Makassar            | 1 - 2 | 0 - 0  |
| Singapore Armed Forces FC | 0 - 8    | Suwon Samsung Bluewings | 0 - 2 | 0 - 6  |
| Abahani KC                | 0 - 3    | Beijing Guoan           | 0 - 1 | 0 - 2  |
| Verdy Kawasaki            | 5 - 3    | East Bengal Club        | 5 - 2 | 0 - 1  |

### Quarts de finale

#### Asie de l'Ouest
| Équipe 1          | Résultat | Équipe 2         | Aller | Retour |
| ----------------- | -------- | ---------------- | ----- | ------ |
| Köpetdag Achgabat | 5 - 1    | Al Shorta Bagdad | 4 - 0 | 1 - 1  |
| Al Nasr Riyad     | 3 - 2    | Al Ittihad Doha  | 0 - 0 | 3 - 2  |

#### Asie de l'Est
| Équipe 1       | Résultat | Équipe 2                | Aller | Retour |
| -------------- | -------- | ----------------------- | ----- | ------ |
| Verdy Kawasaki | 0 - 3    | Beijing Guoan           | 0 - 2 | 0 - 1  |
| PSM Makassar   | 0 - 13   | Suwon Samsung Bluewings | 0 - 1 | 0 - 12 |

### Phase finale
L'ensemble des rencontres est disputé à Riyad, en Arabie saoudite du 10 au 12 avril 1998.

#### Demi-finales
| Équipe 1      | Résultat | Équipe 2                |
| ------------- | -------- | ----------------------- |
| Al Nasr Riyad | 2 - 1    | Köpetdag Achgabat       |
| Beijing Guoan | 0 - 5    | Suwon Samsung Bluewings |

#### Match pour la3eplace
| Équipe 1      | Résultat | Équipe 2          |
| ------------- | -------- | ----------------- |
| Beijing Guoan | 4 - 1    | Köpetdag Achgabat |

#### Finale
| 12 avril 1998 | Al Nasr Riyad | 1 - 0 | Suwon Samsung Bluewings | Stade international du Roi-Fahd, Riyad |
|               | Stoitchkov 9e |       |                         |                                        |